# Boreus beybienkoi
Boreus beybienkoi is een schorpioenvlieg uit de familie van de sneeuwvlooien (Boreidae). De wetenschappelijke naam van de soort is voor het eerst geldig gepubliceerd door Tarbinsky in 1962.
De soort komt voor in Kirgizië.